# BM-27 Uragan
O BM-27 Uragan (em russo: БМ-27 "Ураган", "furacão" em português; designação GRAU 9P140) é um lançador múltiplo de foguetes de origem soviética, sendo utilizado ativamente desde o final dos anos 70. O Uragan foi o primeiro LMF moderno do mundo a contar com um lançador com estabilização por rotação.

## Características
O Uragan é capaz de lançar foguetes de 220 mm em 16 tubos de lançamento montados na traseira de um caminhão 8x8 ZIL-135. Este veículo é extremamente similar ao utilizado no 9K52 Luna-M. Possuí dois motores a gasolina que tracionam suas 20 toneladas a uma velocidade máxima de 65 km/h em estrada. Um motor traciona as quatro rodas à esquerda do caminhão, enquanto o outro motor traciona as quatro rodas à direita. O ZIL-135 tem oito rodas motrizes, mas apenas os eixos dianteiro e traseiro são utilizados para a direção. Tem um alcance de operação máximo de 500 km.
A cabine possuí proteção contra os gases tóxicos que são exaustados dos foguetes, dando proteção a sua tripulação. Uma tripulação de 4 soldados é capaz de armar ou desarmar o sistema em três minutos.
Antes de disparar, os macacos de estabilização são abaixados e o escudo de proteção levantado para proteger a cabine e seus tripulantes. A localização para o fogo indireto é obtida com a utilização de um telescópio panorâmico PG-1. Apenas o condutor está equipado com equipamento de visão noturna.
O BM-27 possuí capacidade para utilizar cargas HE-FRAG (alto poder de explosão e de fragmentação), químicas, explosiva, fragmentação, ou minas (PTM-3 ou PFM-1) de sub-munição equipadas em foguetes, todas os quais são detonadas por fusíveis de tempo elétricos. Cada foguete pesa 280,4 kg. As ogivas pesam entre 90 e 100 kg, dependendo do tipo. Uma salva completa de 16 foguetes pode ser disparada em 20 segundos e pode atingir alvos dentro de uma faixa de 35 km.
Devido ao tamanho da ogiva, ao alcance do foguete e à velocidade com que uma salva pode ser disparada, o BM-27 é muito eficaz na dispersão de minas. Cada foguete de 220 mm pode dispersar até 312 minas antipessoais PFM-1. As ogivas com minas podem ser disparadas a frente de um inimigo em recuo ou até mesmo ser utilizadas para capturar um inimigo, cercando-os com minas. Táticas como esta eram frequentemente utilizadas pelos soviéticos no Afeganistão.
Uma vez que os foguetes são disparados, um 9T452 (outro caminhão baseado no ZIL-135) é utilizado para auxiliar no recarregamento. Este carrega foguetes adicionais e um guindaste para transferir os foguetes do veículo de recarga para o lançador. O processo de recarga completa leva cerca de 20 minutos.

## Variantes

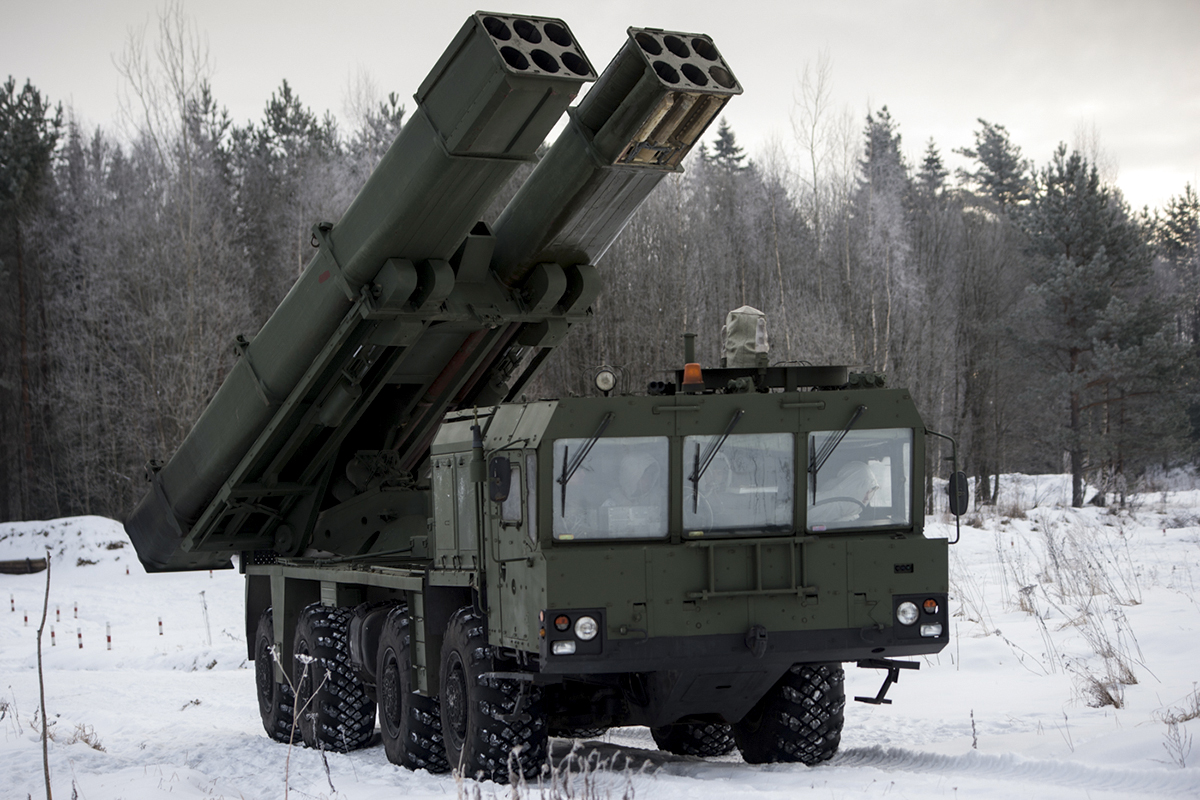
Um BM-27M Uragan-1M, de fabricação russa.

- 9P140 Uragan: Variante padrão equipado no caminhão ZIL-135.
- Uragan-1M: Variante apresentada ao público em 2007; Todos os processos são automatizados. Também pode disparar os foguetes de 300 mm do sistema BM-30 Smerch. Possuí recarregamento simplificado, podendo ser equipado com dois braços de tubos de lançamento para seis foguetes de 300 mm ou 15 tubos de lançamento de 220 mm. As entregas para o exército russo começaram a partir de setembro de 2016.
- 9A53 Uragan-U: Sucessor apresentado em 2009, com dois braços com 15 tubos de lançamento cada. Utiliza um caminhão 8x8 MZKT-7930. Graças à sua montagem modular, os foguetes do BM-30 Smerch e do BM-21 Grad também podem ser disparados a partir dessa nova variante.
- Bastion-03: Protótipo da empresa ucraniana AvtoKrAZ, apresentado em 2010. Possuí um lançador instalado em um caminhão 6x6 KrAZ-63221RA.

## Operadores
Abaixo estão os países que operam ou já operaram o BM-27 Uragan:
- União Soviética: Repassou aos países sucessores.
- Armênia: Agumas unidades encomendadas em 2011.
- Afeganistão: Possuí 18 unidades (fora de operação).
- Bielorrússia: Possuí 84 unidades.
- Guiné: Possuí 3 unidades.
- Irão: Número de unidades desconhecido.
- Cazaquistão: Possuí 180 unidades.
- Moldávia: Possuí 11 unidades.
- Myanmar: Possuí 35 unidades.
- Rússia: Possuí de 500 a 800 unidades.
- Síria: Possuí 36 unidades.
- Tajiquistão: Possuí 12 unidades.
- Tanzânia: Possuí 48 unidades.
- Turquemenistão: Possuí 54 unidades.
- Ucrânia: Possuí 70 unidades.
- Uzbequistão: Possuí 49 unidades.
- Iêmen: Possuí 13 unidades.